# Danae curvipes
Danae curvipes es una especie de coleóptero de la familia Endomychidae.

## Distribución geográfica
Habita en Malaui.